# Іллєвка (Волгоградська область)
Иллєвка (рос. Ильевка) — селище у Калачевському районі Волгоградської області Російської Федерації.
Населення становить 1451  особу. Входить до складу муніципального утворення Іллєвське сільське поселення.

## Історія
Селище розташоване у межах українського історичного та культурного регіону Жовтий Клин.
Згідно із законом від 20 січня 2005 року № 994-ОД органом місцевого самоврядування є Іллєвське сільське поселення.

## Населення
| 1859 | 1873 | 1897 | 1915 | 2010  |
| ---- | ---- | ---- | ---- | ----- |
| 202  | ↗544 | ↗761 | ↗778 | ↗1451 |